# Melanagromyza dolichostigma
Melanagromyza dolichostigma este o specie de muște din genul Melanagromyza, familia Agromyzidae, descrisă de Meijere în anul 1922. Conform Catalogue of Life specia Melanagromyza dolichostigma nu are subspecii cunoscute.